# Stasimopus tysoni
Stasimopus tysoni là một loài nhện trong họ Ctenizidae. S. tysoni được miêu tả năm 1919 bởi J. Hewitt.